# Obanazawa
Obanazawa (jap. 尾花沢市 Obanazawa-shi) – miasto w prefekturze Yamagata w Japonii (Honsiu). Ma powierzchnię 372,53 km². W 2020 r. mieszkało w nim 14 971 osób, w 4 871 gospodarstwach domowych  (w 2010 r. 18 955 osób, w 5 320 gospodarstwach domowych) .

## Położenie
Miasto leży we wschodniej części prefektury. Graniczy z miastami:
- Higashine
- Murayama
- Sendai

oraz kilkoma miasteczkami.

## Historia
Miasto powstało 10 kwietnia 1959 roku.